# Sunni i słoń
Sunni i słoń (franc. Sunny et l'Éléphant) − francuski film przygodowy z 2008 w reżyserii Oliviera Horlaita i Frédérica Lepage'a.

## Obsada
Źródło: Filmweb
- Simon Woods - Nicolas
- Keith Chin - Sunny
- Grirkgiat Punnpipatt - Boon
- Siriyakorn Pukkavesa - Sirima
- Dom Hetrakul - Sing

i inni. 